# Thierry Serfaty
Thierry Serfaty (ur. 7 grudnia 1967) – francuski lekarz i pisarz, autor powieści Piąty pacjent, twórca serialu Le Cocon – Débuts à l'hôpital.